# Józefowo (sielsowiet Jazno)
Józefowo – dawny majątek. Tereny, na których leżał, znajdują się obecnie na Białorusi, w obwodzie witebskim, w rejonie miorskim, w sielsowiecie Jazno.

## Historia
W czasach zaborów w powiecie dzisieńskim, w guberni wileńskiej Imperium Rosyjskiego.
W latach 1921–1945 folwark a następnie majątek leżał w Polsce, w województwie wileńskim, w powiecie dziśnieńskim w gminie Orzechowo, od 1923 roku w gminie Prozoroki.
Według Powszechnego Spisu Ludności z 1921 roku zamieszkiwało tu 40 osób, wszystkie były wyznania rzymskokatolickiego i zadeklarowało polską przynależność narodową. Było tu 8 budynków mieszkalnych. W 1931 w 3 domach zamieszkiwały 23 osoby.
Wierni należeli do parafii rzymskokatolickiej w Prozorokach. Miejscowość podlegała pod Sąd Grodzki w Głębokiem i Okręgowy w Wilnie; właściwy urząd pocztowy mieścił się w Prozorokach.